# Фосген

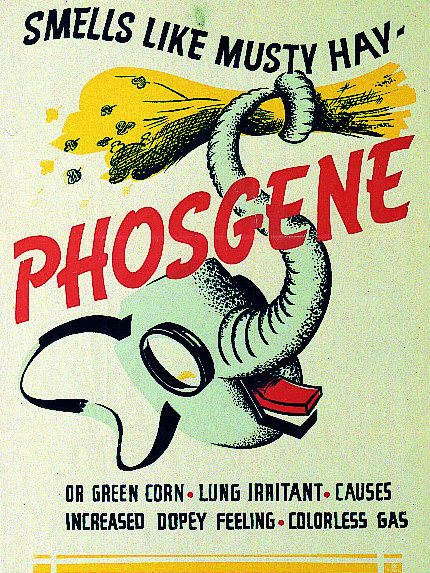
«Фосген — смердить як пріле сіно» — Постер по ідентифікації газів з Другої світової війни

Фосге́н — хімічна сполука ряду оксогалогенідів складу COCl2. За звичайних умов є безбарвною газоподібною речовиною із запахом прілих фруктів або сіна. Як сильний електрофіл бере участь у реакції Фріделя — Крафтса. Проявляє сильні хлорувальні властивості.
Сполука була відкрита у 1811 році британським хіміком Джоном Деві. З 1915 року фосген у суміші з хлором почав застосовуватися у військових протистояннях Німеччиною. Надалі сполука застосовувалася у чистому вигляді. Були зафіксовані акти хімічної атаки італійською армією у 1935 році та японською — у 1937—1945 роках.
У 1993 році, в результаті підписання Конвенції про хімічну зброю, використання фосгену як хімічної зброї було заборонено. Його включили до списку 3, котрий регламентує виробництво та обіг небезпечних речовин.
Фосген застосовується у виробництві пестицидів, пластмас, барвників, безводних оксидів металів.

## Фізичні властивості
Фосген погано розчиняється у воді, не розчинний в жирах та оліях; добре розчиняється у багатьох органічних розчинниках (наприклад, в бензині, ксилені, толуені) і сам може розчиняти значну кількість органічних сполук. Із неорганічних сполук він розчиняє лише галогени та деякі галогеніди (AlCl3, SbCl3, SbCl5). Фосген добре поглинається активованим вугіллям — ця властивість застосовується при виготовленні протигазів.
Речовина є сильнолеткою: її концентрація у повітрі при -40 °C складає 528 мг/м³, при -10 °C — 2200 мг/м³, при -7,6 °C — 4300 мг/м³.

## Отримання
Промисловим методом синтезу фосгену є нагрівання суміші СО з Cl2 на поверхні активованого вугілля: 
{\displaystyle \mathrm {CO+Cl_{2}{\xrightarrow {135-150^{o}C}}COCl_{2}} }
Суміш газів подається виключно у стехіометричному співвідношенні, оскільки надлишок хлору може призвести до утворення небажаних побічних продуктів. Процес є екзотермічним, виділяється 107,6 кДж/моль тепла, тому реактори постійно охолоджують водою. Збільшує швидкість реакції присутність каталізаторів на кшталт платини.
Іншими методами отримання фосгену є:
- окиснення тетрахлорметану у присутності каталізатору:

{\displaystyle \mathrm {2CCl_{4}+O_{2}{\xrightarrow {250^{o}C,Ni}}2COCl_{2}+2Cl_{2}} }
- окиснення сірковуглецю оксидом хлору(I):

{\displaystyle \mathrm {CS_{2}+3Cl_{2}O\rightarrow COCl_{2}+2SOCl_{2}} }
Однак ці методи малопоширені через утворення великої кількості побічних шкідливих продуктів.

## Хімічні властивості
Розчинений у воді фосген майже миттєво гідролізується:
{\displaystyle \mathrm {COCl_{2}+H_{2}O\rightarrow CO_{2}+2HCl} }
У газуватому стані сполука слабко піддається гідролізу — цим пояснюється довготривала стійкість розпиленого у повітрі фосгену.
Разом з тим, фосген енергійно реагує з аміаком, з утворенням нетоксичних сечовини та хлориду амонію:
{\displaystyle \mathrm {OCCl_{2}+4NH_{3}\rightarrow OC(NH_{2})_{2}+2NH_{4}Cl} }
Реакція використовується для швидкого виявлення витоків речовини — тампон, змочений розчином аміаку, у присутності фосгену починає виділяти білий дим. Також цей метод допомагає проводити дегазацію приміщень шляхом розпилення амоніачної води NH3·H2O. Однак, цей спосіб нейтралізації фосгену може забрати набагато більше часу, ніж очікується (дещо швидше відбувається гідроліз сумішшю аміаку та водяної пари).
Взаємодія фосгену з первинними амінами є поширеним промисловим методом отримання класу ізоціанатів:
{\displaystyle \mathrm {RNH_{2}+COCl_{2}{\xrightarrow {-HCl}}RNHCOCl{\xrightarrow {-HCl}}RNCO} }
{\displaystyle \mathrm {C_{6}H_{5}NH_{2}+COCl_{2}\rightarrow (C_{6}H_{5}NH)_{2}CO+2C_{6}H_{5}NH_{3}^{+}Cl^{-}} }
{\displaystyle \mathrm {C_{6}H_{5}NH_{3}^{+}Cl^{-}+COCl_{2}{\xrightarrow {-HCl}}C_{6}H_{5}NCO} }
Третинні аміни утворюють із фосгеном продукти приєднання, що розкладаються водою. Так, під час Першої світової війни застосовувалися марлеві пов'язки, просочені уротропіном:
{\displaystyle \mathrm {COCl_{2}+2(CH_{2})_{6}N_{4}\rightarrow COCl_{2}\cdot 2[(CH_{2})_{6}N_{4}]} }
При взаємодії фосгену зі спиртами, шляхом заміщення одного атому хлору спиртовою групою, утворюються естери карбонатної кислоти:
{\displaystyle \mathrm {COCl_{2}+ROH{\xrightarrow {-HCl}}ClCO(OR)} }
Такі похідні широко використовувалися як хімічна зброя сльозогінної дії. Метилпохідна CO(OCH3)Cl використовується у синтезі іншої хімічної зброї — дифосгену.
Як оксохлорид, фосген бере участь у реакції Фріделя — Крафтса, утворюючи карбоксопохідні, наприклад, аренів:
Реакція із йодидом натрію в ацетоні застосовується для кількісного визначення фосгену. Утворений йод відтитровують тіосульфатом натрію.
{\displaystyle \mathrm {COCl_{2}+2NaI\rightarrow I_{2}+CO+2NaCl} }
Фосген застосовується як агент хлорування: при нагріванні з оксидами або сульфідами металів, утворюються хлориди цих металів. Метод застосовують для отримання безводних хлоридів.
{\displaystyle \mathrm {3COCl_{2}+Al_{2}O_{3}{\xrightarrow {200-400^{o}C}}2AlCl_{3}+3CO_{2}} }
При температурі понад 800 °C сполука розкладається:
{\displaystyle \mathrm {COCl_{2}{\xrightarrow {>800^{o}C}}CO+Cl_{2}} }

## Токсичність
Фосген володіє задушливою дією (що зумовило застосування як бойової отруйної речовини в ході Першої світової війни). Отруйний тільки при вдиханні пари. Для уникнення ураження достатньо протигазу, засоби захисту шкіри не потрібні. Перші виразні ознаки отруєння з'являються після прихованого періоду від чотирьох до восьми годин (спостерігалися навіть періоди в 15 годин). Тривалість перебування фосгену у повітрі складає 30 хв влітку і до 3 годин взимку, отруєння можливе у місцях застою повітря (наприклад, в улоговинах).
За деякими даними вдихання фосгену концентрацією 0,004 мг/л протягом 1 години не приводить до отруєння. Небезпечна концентрація фосгену для людини — 0,005 мг/л, смертельна — від 0,1 до 0,3 мг/л (при дії протягом 30 хвилин). При концентрації 5 мг/л смерть наступає протягом двох—трьох секунд. Фосген має кумулятивні властивості — несмертельні кількості речовини можуть накопичуватися в організмі і згодом призвести до ускладнень, включно із летальним результатом.
Фосген взаємодіє із функціональними групами ліпідів та білків мембран клітин, підвищуючи їхню проникність. В результаті альвеоли заповнюються плазмою крові і порушується нормальний кисневий обмін. Нестача кисню та підвищена розчинність CO2 у дифундованій плазмі збільшують проникність мембран. При важких формах отруєння фосгеном близько 30 % плазми крові переходить у легені. Швидко прогресує набряк легенів, що веде до сильної задухи, болісного тиску в грудній клітині і збільшення ритму дихання від 18—20 (норма) до 30—50 і навіть 60—70 на хвилину. Отруєння легкої і середньої тяжкості протікають у вигляді токсичного бронхіту, у важчих випадках виникають також нервово-психічні розлади (афектні порушення, галюцинації, оглушення, у ряді випадків — рухове збудження). Наслідком повторних гострих отруєнь можуть бути астенія, плеврит, пневмонія, хронічний бронхіт, надалі — бронхоектази, абсцес, гангрена легенів.
Антидоту (протиотрути) не існує.

### Військові позначення
- німецьке — Grunkreuz, D-Stoff, OLF.
- англійське — PG-Mixture (у суміші з хлоропікрином).
- американське — CG.
- французьке — Palite, Collongite (у суміші з SnCl4).